# Nguyễn Thị Ngọc
Nguyễn Thị Ngọc (* 6. Januar 2002) ist eine vietnamesische Sprinterin und Hürdenläuferin, die sich auf die 400-Meter-Distanz spezialisiert hat. 2023 wurde sie mit der 4-mal-400-Meter-Staffel Asienmeisterin.

## Sportliche Laufbahn
Erste Erfahrungen bei internationalen Wettbewerben sammelte Nguyễn Thị Ngọc im Jahr 2023, als sie bei den Südostasienspielen in Phnom Penh in 59,09 s die Bronzemedaille im 400-Meter-Hürdenlauf hinter ihrer Landsfrau Nguyễn Thị Huyền und Robyn Brown von den Philippinen gewann und mit der vietnamesischen 4-mal-400-Meter-Staffel in 3:33,05 min die Goldmedaille gewann. Anschließend siegte sie mit der Staffel in 3:32,36 min bei den Asienmeisterschaften in Bangkok gemeinsam mit Minh Hạnh Hoàng Thị, Nguyễn Thị Huyền und Nguyễn Thị Hằng. Im Oktober belegte sie bei den Asienspielen in Hangzhou mit 3:31,61 min den vierten Platz mit der Staffel. 2025 belegte sie bei den Asienmeisterschaften in Gumi in 53,12 s den fünften Platz über 400 Meter und gewann mit der Staffel in 3:34,77 min gemeinsam mit Nguyễn Thị Hằng, Quách Thị Lan und Minh Hạnh Hoàng Thị die Silbermedaille hinter dem indischen Team.

## Persönliche Bestleistungen
- 400 Meter: 53,12 s, 28. Mai 2025 in Gumi
- 400 m Hürden: 59,09 s, 11. Mai 2023 in Phnom Penh